# Tatari di Lipka
I tatari di Lipka (Lipka è una corruzione della parola Lithuania), noti anche come tatari lituani e successivamente tatari polacchi o tatari polacco-lituani (Lipkowie, Lipcani, Muślimi, Lietuvos totoriai), sono un gruppo etnico turcico che si insediò nel Granducato di Lituania all'inizio del XIV secolo. I primi coloni tatari cercavano di preservare la loro religione sciamanica e cercano rifugio tra i lituani non cristiani. Verso la fine del XIV secolo, un'altra ondata di tatari, in questo caso musulmani, furono invitati nel Granducato da Vitoldo. Questi tatari si insediarono nella Lithuania Propria, intorno alle città di Vilnius, Trakai, Hrodna e Kaunas e successivamente si diffusero in altre parti del Granducato che sarebbe diventato la Confederazione polacco-lituana. Le aree abitate dai tatari comprendono parte delle attuali Lituania, Bielorussia e Polonia. Erano conosciuti come tatari di Lipka fin dall'inizio del loro insediamento in Lituania. Sebbene mantenessero la loro religione, si unirono alla Confederazione polacco-lituana, in prevalenza cristiana. Dalla battaglia di Grunwald in avanti, i reggimenti di cavalleria leggera dei tatari di Lipka parteciparono a ogni campagna militare importante della Lituania e della Polonia.
Le origini dei tatari di Lipka possono essere fatte risalire agli stati che discendono dall'Orda d'oro, dal Khanato di Crimea e dal Khanato di Kazan'. Inizialmente, costituivano una casta militare nobile, ma diventarono poi cittadini noti per il loro artigianato, i loro cavalli e le loro doti di giardinaggio. Nel corso dei secoli, resistettero all'assimilazione e conservarono il loro stile di vita tradizionale e la loro religione, ma con il tempo abbandonarono la loro lingua tatara, appartenente al gruppo kipchak delle lingue turche, per adottare in larga parte il bielorusso, il lituano o il polacco. Ci sono ancora dei gruppi di tatari di Lipka nelle attuali Bielorussia, Lituania e Polonia, nonché comunità tatare negli Stati Uniti.